# أليكس كورا
أليكس كورا (بالإنجليزية: Alex Cora) هو لاعب كرة قاعدة أمريكي، ولد في 18 أكتوبر 1973 في كاغواس في الولايات المتحدة.

## وصلات خارجية
- أليكس كورا على موقع دوري كرة القاعدة الرئيسي (الإنجليزية)
- أليكس كورا على موقعبيزبول رفرنس.كوم (الدوري الرئيسي) (الإنجليزية)
- أليكس كورا على موقعبيزبول رفرنس.كوم (الدوري الثانوي) (الإنجليزية)
- أليكس كورا على موقع إي إس بي إن.كوم (أم.أل.بي) (الإنجليزية)
- أليكس كورا على موقع مشجعي الرسوم البيانية (الإنجليزية)